# Ardil de Nemesis
Ardil de Nemesis é um romance de ficção científica de 2015 de James S. A. Corey, pseudônimo de Daniel Abraham e Ty Franck, e o quinto livro da série A Expansão. É a continuação de O Incêndio de Cibola. A arte da capa é de Daniel Dociu. Ardil de Nemesis recebeu críticas positivas. Andrew Liptak, do io9, chamou o romance de "O Império Contra-Ataca " de Corey.
Ardil de Nemesis é precedido pelo livro O Incêndio de Cibola e a série continua em Cinzas da Babilônia.
Nemesis Games serve de base para a quinta temporada da série de televisão The Expanse, que foi lançada pela Amazon Video em 15 de dezembro de 2020.

## Inspiração Para o Título

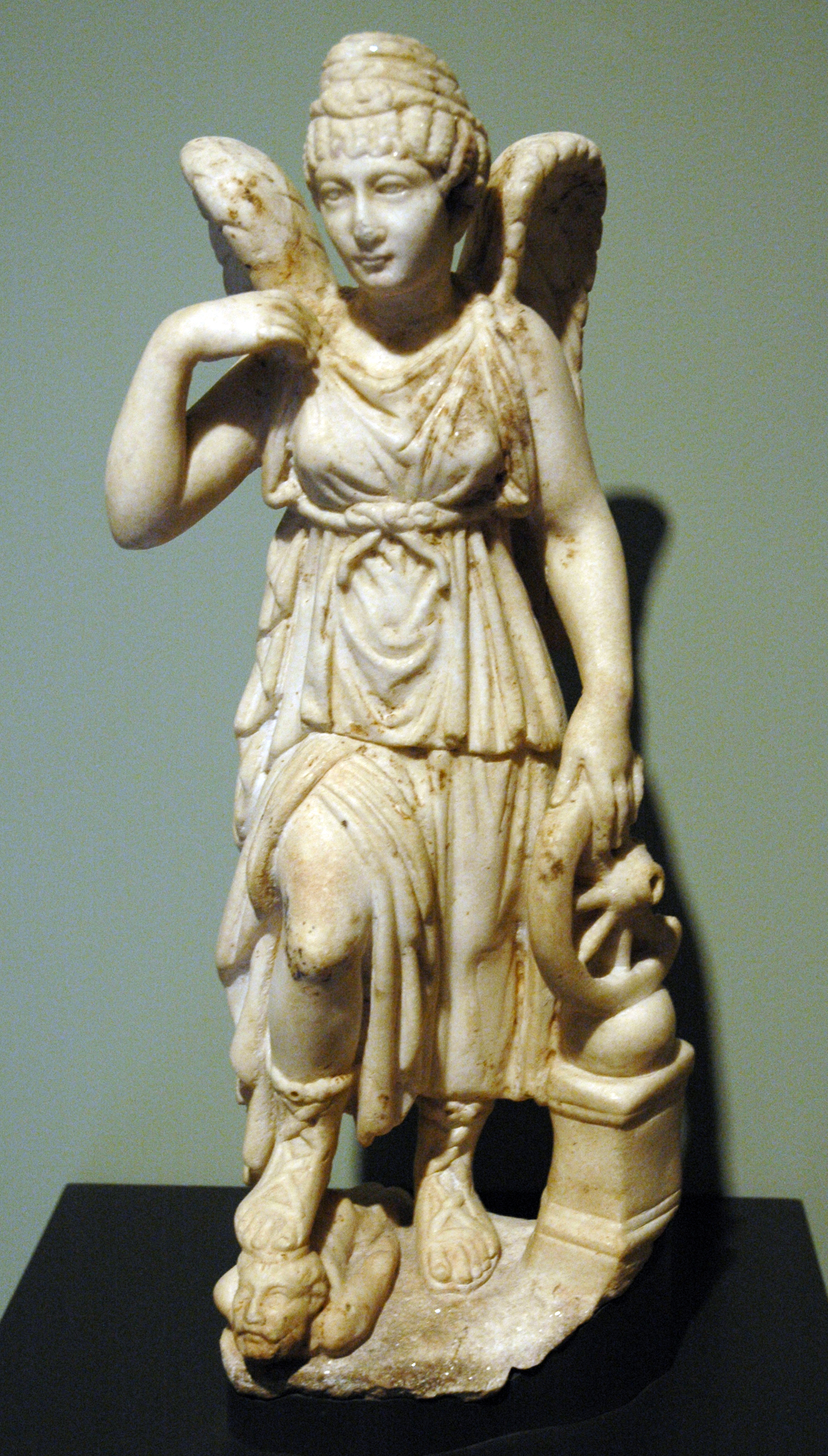
Nêmesis segurando a roda da fortuna, com o pé direito apoiado sobre um adversário dominado. As características faciais e do penteado se assemelham às da imperatriz Faustina, a Maior. Estatueta romana de mármore, ca. 150 d.C.

O título faz referência a uma divindade grega, a Nemesis. Enquanto Nêmesis (deusa da vingança) punia os deuses, as erínias puniam os mortais.  Nemesis é a deusa que personifica o destino, equilíbrio e vingança divina. Nêmesis era também chamada "a inevitável", e era representada como uma bela mulher alada.
Em português, a palavra designa 'alguém que exige ou inflige retaliação' ou, por extensão de sentido, um 'rival ou adversário temível e geralmente vitorioso'.
Na cultura inglesa moderna, o termo assumiu o significado de 'inimigo' ou o pior inimigo de uma pessoa, normalmente alguém que é exatamente o oposto de si mas que é também, de algum modo, muito semelhante a si. Por exemplo, o Professor Moriarty é frequentemente descrito como a nêmesis de Sherlock Holmes, isto é, seu arqui-inimigo, pelo qual, todavia, nutre grande respeito e admiração.
O título do livro referência o ardil de Marco Inaros que prende o sistema Sol em seu estratagema para se vingar dos abusos dos planetas internos aos abitantes do Cinturão de Asteróides e dos planetas exteriores.

## Contexto
A Rocinante está em manutenção de longo prazo após os eventos de O Incêndio de Cibola. Três membros da tripulação decidem cuidar de alguns assuntos pessoais durante o tempo de inatividade. Amos Burton vai para a Terra quando descobre que alguém importante de seu passado morreu, para prestar seus respeitos e garantir que nenhum jogo sujo esteja envolvido. Alex Kamal vai para Marte na esperança de se acertar com sua ex-esposa e ver Bobbie enquanto estiver lá. Naomi Nagata dirige-se à estação de Ceres, quando recebe uma mensagem de que seu filho Filip está com problemas. Enquanto Jim Holden supervisiona os reparos da Rocinante, ele é recrutado por Monica Stuart para investigar o desaparecimento de naves de colonos.
Enfrentando o colapso pelo êxodo de naves coloniais através dos anéis, facções militantes da APE se unem em uma Marinha Livre.

## Sinopse
Após o aparecimento dos portões do Anel, milhares de mundos se abriram e a maior corrida de terras da história humana começou. À medida que ondas e mais ondas de colonos vão embora, as estruturas de poder do antigo sistema Sol começam a ceder.
Os navios estão desaparecendo sem deixar rastro. Exércitos privados estão sendo formados secretamente. A única amostra de protomolécula restante é roubada. Ataques terroristas anteriormente considerados impossíveis deixam os planetas internos de joelhos. Os pecados do passado estão voltando para cobrar um preço terrível.
E como uma nova ordem humana está lutando para nascer em sangue e fogo, James Holden e a tripulação do Rocinante  devem lutar para sobreviver e voltar para o único lar que resta.

## Enredo Resumido

### Prólogo
Um agente Cinturiano de 15 anos chamado Filip e uma pequena equipe se infiltram nos estaleiros gêmeos Terra/Marte em Callisto para roubar latas de revestimento de ressonância de alta densidade, tecnologia furtiva usada em naves militares marcianas. Eles têm uma nave em órbita chamada Pella que lançou balas de tungstênio antes do ataque. Os infiltradores têm como alvo as naves marcianas em órbita, bem como os fuzileiros navais marcianos em armaduras elétricas na superfície e as balas de tungstênio são ativadas para atacar e destruir os alvos. A equipe sofre algumas baixas, mas consegue escapar com seus saques, ao sair sua nave acaba lançando um asteroide na direção da lua.

### Estação Tycho
Seis dias depois de voltarem de Ilus, a tripulação da Rocinante chega à Estação Tycho para reparos. O novo engenheiro-chefe da Tycho, William Sakai, estima que levarão cerca de seis meses. Alex não gosta de como ele deixou as coisas com sua ex-esposa e planeja visitá-la em Marte. Amos precisa voltar para a Terra porque uma mulher que ele conhece, Lydia Allen, morreu. Naomi quer contratar mais tripulantes, caso algo aconteça com algum deles. Ela recebe uma ligação de alguém da APE dizendo que Filip está com problemas.
Fred Johnson diz a Holden que ele está indo para a Estação Medina, pois é onde está toda a energia. Ele e Avasarala estão canalizando muitos negócios, mas Fred está preocupado com todas as ramificações da APE, com viagens interestelares agora viáveis, a vida nas estações espaciais vai desaparecer, mas os Cinturianos não são todos fisicamente capaz de viver nos planetas.
Naomi diz a Jim que ela precisa ir para Ceres, sozinha, e que ele precisa deixá-la ir ou eles terão que se separar. Ela sai, e Holden está completamente sozinho pela primeira vez em anos. Mais tarde, ele recebe uma ligação da jornalista Monica Stuart, que também está em Tycho, e ela pede para que se encontrem. Durante o jantar, ela mostra a ele um vídeo de um cargueiro que passou por um dos buracos de minhoca e desapareceu.
Monica informa Holden que o Rabia Balkhi é apenas uma das treze naves que desapareceram depois de passar por um dos Anéis, e ninguém está falando sobre isso. Ela conhece a amostra de protomolécula de Fred e quer usá-la para consultar o proto-Miller; Holden rejeita sua demanda e acha que a APE pode estar envolvida nos desaparecimentos. Ele aborda sua teoria com Fred, que prontamente a invalida.
Marte
Alex visita sua esposa, Talissa , quando ele chega a Marte, mas ela com raiva diz para ele ir embora. Ele liga para Bobbie Draper para ver se ela quer se encontrar, e ela concorda.
Alex vai visitar Bobbie. A pedido de Avasarala, ela estava investigando o contrabando de equipamentos militares da marinha marciana. Bobbie pergunta a Alex se ele poderia ajudá-la conversando com alguns de seus amigos na MCRN. Na segunda vez que ele a visita, ele encontra um pequeno grupo de homens que invadiram a casa de Bobbie e a amarraram. Ele liga para os serviços de emergência e corre para salvá-la. Ele é esfaqueado e ela é baleada, mas eles sobrevivem. Bobbie diz a ele que os homens estavam procurando por ele. Ele diz que vai ficar e ajudá-la.
Terra
Ao chegar em Nova York, Amos é prontamente preso e levado para uma sala de interrogatório na delegacia. Chrisjen Avasarala o cumprimenta via monitor de TV e pergunta qual é sua intenção na Terra, se Holden enviou seu "assassino contratado" para matar Murtry ou algo do tipo. Uma vez que ele assegura a ela que está lá em uma missão pessoal, ele está livre para ir. Amos consulta o obituário de Lydia e descobre que seu marido, Charles, foi o último a vê-la viva. Amós vai ao seu encontro.
Amos vai para a Filadélfia e se encontra com o marido viúvo de Lydia, Charles. Ele conhece Amos como Timothy e está ciente do fato de que Lydia era a mãe substituta de Timothy depois que sua mãe biológica morreu. Charles diz que com Lydia fora, ele não pode mais pagar a casa, que estava sendo alugada por um gângster chamado Erich.
Amos vai visitar Erich em Baltimore, que costumava ser um pequeno hacker. Ele tinha um braço pequeno e um normal, e agora está comandando as ruas que ele e Amos costumavam furtar. Erich diz que tratou Lydia muito bem, mas Amos insiste que ele cuide de Charles também. Erich concorda, então Amos se abstém de matá-lo. Erich fica agradecido. Antes de Amos deixar a Terra, ele liga para Avasarala e pede que ela o deixe ver Clarissa Mao, de quem ele se afeiçoou quando a escoltaram como prisioneira.
Planetas Externos
Em Ceres, Naomi encontra um velho amigo, um enorme Cinturiano chamado Cyn, que a leva para ver Filip, filho de Naomi com Marco Inaros. É então revelado que Naomi deixou Marco depois que ele usou um programa que ela escreveu para sabotar o reator de fusão na nave Augustin Gamarra, matando 234 pessoas; esta foi a rebelião inicial da APE. Depois, ela tentou se matar. Marco disse-lhe para ir embora e não vir procurá-lo ou ao Filip.
Filip queria que ela trouxesse a Rocinante para levar ao grupo de asteróides da Hungria, onde eles têm uma nave chamada Pella. Com a Rocinante ainda sendo reparada, ela compra uma nave secretamente através da Outer Fringe Exports.
Holden paga um programador para escrever-lhe um programa para encontrar quaisquer navios que possam ser suspeitos. Quando ele conta a Monica, ela fica chateada por ele ter trazido Fred, Sakai e Paula (programadora) para a investigação, especialmente porque eles são todos da APE. No dia seguinte, ele é atingido por uma nave chamada Pau Kant, localizada no grupo de asteróides Hungaria, relativamente próximo da Terra e de Marte. Ele liga para Alex e pede que ele verifique antes de voltar, então tenta rastrear Monica novamente, mas seu quarto em Tycho foi saqueado e ela está desaparecida. Ele avisa Fred que ele tem radicais da APE na estação.
Marte
Alex e Bobbie chegam ao hospital e sobrevivem às respectivas cirurgias. Bobbie raciocina que ela foi atacada porque, através da Rocinante, Alex está envolvido com Marte, Fred (APE) e Avasarala (Terra). Bobbie diz que enquanto os navios de guerra da classe Donnager são bem rastreados, as corvetas que eles carregavam eram menos, e com todas as batalhas ultimamente, elas estavam aparecendo e desaparecendo. Alguém do alto escalão da Marinha teria de estar envolvido para obter o nível de autorização exigido para substituir os registros; é isso que ela quer que Alex analise, enquanto ela investiga quem contratou seus agressores. Alex recebe a mensagem de Holden sobre verificar o navio no cluster húngaro; Bobbie diz que Avasarala deu a ela o navio de Julie Mao, o Porco Selvagem, e que ele pode usá-lo.
Alex encontra-se com um dos seus amigos da MCRN em um restaurante que marca um encontro com o Comandante Duarte. Ele também notou os navios desaparecidos, mesmo o mesmo que Alex está rastreando, o Apalala. Duarte diz a ele que o rastreamento de suprimentos, navios e materiais desmorona, e eles não têm ideia do que estão perdendo. Ele diz a Alex para se encontrar com um programador chamado Kaarlo que primeiro notou as discrepâncias no banco de dados. Alex vai para sua casa apenas para encontrá-lo morto. Alex pede a Bobbie para verificar o asteróide que Holden lhe falou, e ela concorda em ir com ele.
Quando eles chegam perto do aglomerado da Hungria, Alex percebe que eles estavam sendo marcados com uma mira laser. Ele mesmo faz algumas varreduras e recebe ping após ping das naves da classe corveta marciana se escondendo. As naves soltam alguns mísseis, e Alex decola a 10 g em direção a Luna, onde o primeiro-ministro marciano tem um comboio, esperando que eles possam chegar a tempo para os canhões PDC das naves do primeiro-ministro atirarem nos mísseis. Alex aumenta a aceleração para 15 g, e isso abre uma ferida em seu estômago. Antes de desmaiar, ele lança o núcleo e colide com o primeiro dos mísseis. Os PDCs marcianos eliminam o outro.
Planetas Externos
Holden e Fred verificam as imagens de segurança e veem dois caras de macacão e bonés entrando no quarto de Monica e saindo com uma caixa de transporte. Eles vão para o cais e encontram a caixa, mas ela está vazia, então alguém deve ter editado as imagens de segurança. Fred coloca a estação em bloqueio. De volta aos aposentos de Monica, Holden descobre que seu telefone parece estar recebendo um sinal da câmera escondida que ela usa para entrevistas. Eles a rastreiam até uma caixa de carga lacrada e a encontram lá dentro, drogada e amarrada, mas principalmente ilesa.
Fred entra em contato com Anderson Dawes, outro figurão da APE, que o aponta para o engenheiro-chefe Sakai. Fred interroga Sakai, que revela que estava envolvido. Ele contornou Fred porque ele é racista contra os terráqueos, mesmo que Fred seja leal à APE. Fred dá um soco nele e o joga no brigue.
A nave que Naomi comprou é chamado de Chetzemoka. Ela puxa Filip para o lado e diz que não pode acompanhá-lo na missão, mas que quer que ele fique com a nave e que depois haverá um lugar para ele na Rocinante se ele quer ir com ela. Cyn, dá um abraço de urso em Naomi, enquanto Karal a espeta com uma agulha cheia de sedativos.
Naomi é levada para a corveta marciana onde está Marco Inaros. Ele diz a ela que a trouxe lá para mantê-la segura, porque ela é um deles, mas ela tem certeza de que ele só queria a Rocinante para si. Ostensivamente, o ataque que eles estão planejando é porque os terráqueos estão abandonando toda a sua raça para morrer, já que os Cinturianos não podem sobreviver na gravidade planetária. Um navio de corrida chega ao local, o Porco Selvagem, e Marco ordena sua destruição. Naomi é presa e forçada a assistir ao feed de notícias do ataque de Marco à Terra.
Em Tycho, Fred e Holden estão assistindo ao noticiário quando três pessoas entram no escritório e começam a atirar. Fred é atingido, mas ele e Holden conseguem matar/afastar seus atacantes; no entanto, a grade de defesa da estação é desativada e alguém dispara torpedos contra eles. Um torpedo atinge e quebra o cone de acionamento. Fred e Drummer coordenam um ataque aos intrusos na engenharia e recuperam o controle da estação. Um segundo torpedo com um mecanismo de resgate na ponta atinge o escritório de Fred e escapa com a amostra da protomolécula.
Terra
Enquanto Amos está na sala de espera para ver Clarissa Mao, as notícias relatam que um asteroide atingiu algum lugar no norte da África, causando enormes danos. Os guardas levam Amos para a cela subterrânea de Clarissa, e ele conta a ela sobre tudo o que aconteceu com a Rocinante desde que a deixaram. No meio de sua história, o lugar fica fechado. Um guarda diz a eles que várias outras rochas aceleradas impactaram em todo o mundo, causando destruição maciça em todo o planeta. As rochas não foram detectadas porque estavam escondidas com revestimento furtivo.
Amos convence os guardas de que eles precisam sair da prisão antes que o prédio desabe, e eles concordam com relutância. Com a ajuda de um prisioneiro chamado Konecheck, que tem força reforçada como a de Clarissa, eles conseguem rastejar pelo poço do elevador até a superfície. Konecheck mata alguns dos guardas e fere Amos antes de Mao atirar nele e Amos chutá-lo pelo poço do elevador. A superfície está totalmente devastada e o céu está tão escuro com detritos que Clarissa confunde o Sol com a Lua. Amos sugere que eles caminhem até Baltimore porque ele conhece algumas pessoas que podem levá-lo a Luna.
Amos e "Princesa" (Clarissa Mao) matam alguns preparadores do fim do mundo e carregam armas, suprimentos e algumas bicicletas. Eles seguem para Baltimore e se encontram com Erich, então propõem que ele vá para Luna com eles, por meio de uma plataforma de lançamento privada no Lago Winnipesaukee.
Planetas Externos
Naomi diz a Filip que depois que Marco a fez matar, ela queria se matar; ela diz a ele para encontrá-la quando o remorso de matar um quarto de bilhão de pessoas se instala. Ele diz a ela que ela é merda para ele.
Alex e Bobbie se encontram com o primeiro-ministro marciano Smith. Eles discutem por horas. Os marcianos estão felizes por Alex e Bobbie terem interceptado a frota escondida, ou as coisas poderiam ter sido ainda piores. Sete navios de socorro estão a caminho; um deles é o Chetzemoka, o navio que Naomi deu a Filip.
Fred Johnson pede a Holden que o leve a uma reunião em Luna com o primeiro-ministro marciano e Avasarala, que foi nomeada secretária-geral interina da ONU. Fred mostra a Holden uma mensagem que recebeu de Anderson Dawes, pedindo a Fred para se juntar à nova facção da APE. Holden está chocado, mas Johnson está realmente considerando isso. A Estação Medina fica escura, e Drummer informa que vinte e cinco naves marcianas estão a caminho dela.
Naomi pergunta a Marco se ele a trouxe a bordo apenas para se exibir; ele reitera que ele a trouxe lá para salvá-la. Ela insiste que é porque ele está com ciúmes de Holden, o que o enfurece. Ela junta as coisas e percebe que Sakai deve ter usado seu antigo programa para sabotar o reator na Rocinante.
Alex, Bobbie e o primeiro-ministro marciano são forçados a fugir na Porco Selvagem quando as naves de socorro passam a ser controladas pela APE.
Durante a batalha com o comboio da MCRN, Naomi invade um painel de acesso e transmite uma mensagem para Holden avisando-o de que o driver de fusão da Rocinante foi sabotado com código incorreto. Marco Inaros faz um falso pedido de socorro pedindo a Holden que venha salvar a Naomi. No caminho de volta para sua cela, ela para na enfermaria e começa uma confusão lá, durante a qual ela consegue embolsar um kit de descompressão de emergência, que poderia ativar a câmara de ar do Chetzemoka.
Holden recebe a mensagem de Naomi bem a tempo. Eles desligam a unidade em 60% e recarregam um novo driver. Sua programadora contratada, Paula, encontra as linhas de código ruins no driver sabotado e diz a ele que quando o reator atingiu 95%, ele teria perdido a contenção e levado a maior parte da Tycho Station com ele. Ela percebe que isso poderia ter acontecido durante todos os acidentes do reator no passado, o que significa que todos foram assassinatos. Holden, Fred e uma equipe de trabalhadores Tycho partem na Rocinante, deixando Drummer encarregada da Tycho.
Marco emite uma declaração da Pella, declarando-se comandante da Marinha Livre e dizendo que a MCR e a ONU não controlam mais nada fora de seus respectivos planetas. Ele pede a todos do Cinturão e dos planetas exteriores que se levantem e os sigam.
Terra
Amos, Erich e Princesa dirigem-se ao Lago, onde estão as naves. Eles encontram uma chamada Zhang Guo, mas precisa ser consertada, e há um grupo de pessoas tentando expulsá-los. Amos bate em um deles, então eles começam a consertar a nave. Assim como eles estão fazendo os testes finais, o grupo retorna com muito mais pessoas e muito mais armas. O grupo de Amos consegue evitá-los por tempo suficiente para lançar a nave espacial. Eles passam com sucesso pelas defesas de patrulha de Luna depois que Amos menciona Avasarala. Erich se oferece para deixá-lo comandar a equipe, mas Amos só quer voltar para a Rocinante. Clarissa teme que eles a mandem de volta para a cadeia, mas ele garante que não há cadeia para onde voltar.
Planetas Externos
No Pella, Naomi escapa de seu manipulador e chega a uma câmara de ar, com a intenção de escapar para a Chetzemoka sem um traje. Sua amiga, Cyn, vem atrás dela, pensando que ela está indo para o espaço, mas ela infelizmente explode a câmara de ar de qualquer maneira, matando-a. Ela mal consegue chegar à outra nave a tempo e abre a eclusa de ar com o kit de descompressão de emergência que ela roubou mais cedo. Ela descobre que a nave foi praticamente despida, todos os painéis de acesso estão trancados, está transmitindo uma mensagem falsa dizendo que ela está a bordo e precisa de ajuda, e está pronta para explodir se alguém chegar perto dela. Ela começa a puxar os fios e desliga um dos propulsores, fazendo-a andar em círculos; ela também causa um curto-circuito na mensagem falsificada.
Alex recebe a mensagem de Naomi e leva a Porco Selvagem para investigar cautelosamente. Sem meios de comunicação, Naomi sai da nave pela câmara de ar em um traje com apenas cinco minutos de ar. Ela usa sinais de mão de Cinturianos, para que eles saibam que não devem se aproximar da nave. Bobbie usa as botas magnéticas em sua armadura de poder para montar um dos mísseis da Porco Selvagem como uma prancha de surf e resgata com sucesso Naomi. Uma vez em segurança a bordo, Naomi diz a eles para explodir a nave.
Holden leva Naomi para a enfermaria, já que ela sofre de exposição espacial e muitos outros traumas. Todos eles voltam para Luna e se encontram com Amos, que contrabandeia Clarissa Mao para a Rocinante em um contêiner de carga.
Luna
Avasarala os convoca para um anúncio: ela vai iniciar uma força-tarefa de policiamento contra a Marinha Livre, com o apoio conjunto da ONU, da MCR e da APE. Naomi é trazida como prisioneira e concorda em cooperar e contar tudo sobre Marco se ela e a tripulação da Rocinante receberem imunidade por eventos passados não relacionados ao ataque à Terra. Avasarala concorda, e todos vão comer. Naomi e Holden voltam para o quarto e ela se abre com ele sobre tudo. Eles trocam suas partes da história em tons quase casuais e conversacionais, depois adormecem juntos.
Quando Naomi acorda, ela assiste ao vídeo da nave que desapareceu entrando em um dos Anéis, a Rabia Balkhi, e se pergunta o que aconteceu com todas as naves civis, já que Marco só havia adquirido naves MCRN.

### Epílogo
Mais tarde, a Marinha Livre é confirmada como tendo o controle da Estação Medina e afiliadas estão comandando naves civis. O Almirante Duarte da MCRN assumiu o controle das naves militares marcianas restantes em uma iniciativa independente da frota, ostensivamente trabalhando com a Marinha Livre, mas planejando atacá-los pela retaguarda mais tarde. Duarte parece ter a amostra da protomolécula e outro artefato alienígena muito maior. Um navio da classe Donnager chamado Barkeith atravessa o portão Laconia. Os membros da tripulação ficam cientes de todos os detalhes granulares de seu universo imediato, até partículas individuais e o que é descrito como "um espaço mais profundo entre elas... um vácuo que penetrou em todas elas". Uma presença alienígena sólida, parecida com neblina, que está implícita como sendo composta de algo diferente de matéria, aparece na nave e mata a tripulação.

## Personagens

### Personagens com ponto de vista
- Filipe (prólogo)
- Holden (12 capítulos)
- Alex (13 capítulos)
- Naomi (14 capítulos)
- Amos (12 capítulos)
- Sauveterre (epílogo)[1]

### Exegese
- Filip Inaros é filho de Marco Inaros e Naomi Nagata. Ele é um membro radicalizado da Aliança de Planetas Externos e membro da Marinha Livre. Filip foi criado com amor por seus pais durante sua infância. No entanto, após a destruição do transporte Augustin Gamarra por seu pai, a culpa de sua mãe por seu envolvimento a deixou severamente deprimida e instável, então seu pai escondeu Filip de forma a manipular, manter o silêncio e garantir o "bom comportamento" de Naomi. Sua mãe então tentou tirar a própria vida para escapar das crenças e manipulações radicais de seu pai e, eventualmente, ela não teve escolha a não ser abandonar Filip e deixá-lo com seu pai e sua antiga equipe.
- James "Jim" R. Holden é o capitão da nave Rocinante e namorado de Naomi Nagata, mãe de Filip Inaros. Após os eventos em Ilus, sua nave precisa de no minimo 6 meses de reparos. Holden aproveita a folga para discutir com Fred Johnson sobre a corrida do ouro para os novos mundos.
- Alex Kamal é o piloto de nave espacial Rocinante, onde também gerencia o controle de fogo. Após os eventos em Ilus, sua nave precisa de no minimo 6 meses de reparos. Alex parte então para Marte na esperança de resolver pendências antigas e visitar velhos amigos, acaba descobrindo um esquema de corrupção no governo marciano e uma tentativa de assassinar o primeiro ministro do planeta.
- Naomi Nagata é engenheira de naves espaciais e Diretora Executiva da Rocinante. Ela também está em um relacionamento com o capitão, James Holden. Naomi é mãe de Filip Inaros e o reencontro com seu filho assim como seu ex amante será traumático para ela.
- Amos Burton é um engenheiro de naves espaciais e o Engenheiro Chefe da Rocinante. Amos nasceu na cidade de Baltimore na Terra, um produto da prostituição não licenciada, seu nome de nascimento é Timothy, ou "Timmy". Amos foi criado por Lydia Allen, sua mãe de aluguel e mais tarde amante, que conheceu sua mãe biológica antes de morrer. Quando ele era adolescente, ele foi recrutado por seu amigo de infância Erich para o sindicato do crime baseado em Baltimore do verdadeiro Amos Burton. Quando confrontado com o dilema de escolher entre matar seu chefe, o Burton original, ou matar seu amigo de infância, Erich, ele acabou matando Burton. Com a ajuda de Erich, ele roubou a identidade de Burton e fugiu da Terra para Luna, eventualmente terminando na tripulação do Canterbury, trabalhando para a Pur'n'Kleen Water Company.
- Clarissa Mao é filha de Jules-Pierre Mao e irmã mais nova de Julie Mao. Após o incidente da zona lenta, Clarissa foi presa e enviada de volta à Terra na Rocinante. Amos fez amizade com ela na viagem de volta, dando-lhe o apelido de "Princesa". Por causa de seus implantes e aumentos ilegais, que não podem ser removidos de seu corpo com segurança, ela foi mantida como prisioneira 42-82-4131 no Pit , uma instalação de alta segurança da ONU na Carolina do Norte. Após o ataque do asteróide na Terra, ela e Amos Burton fogem com sucesso do planeta a bordo de Zhang Guo, uma nave de luxo que eles comandaram na Terra.  Por insistência de Amos, ela se junta à tripulação da Rocinante, e Chrisjen Avasarala concorda em deixá-la sob custódia de Holden.
- Marco Inaros é um agente da APE, pai de Filip Inaros e ex amante de Naomi Nagata. Inaros tornou-se o líder da Marinha Livre e orquestrou um ataque sem precedentes contra a Terra.
- Emil Sauveterre foi um almirante sênior da Marinha da República do Congresso de Marte que realizou palestras na Base Naval de Asteria. Durante a Batalha pelo Portão do Sol, ele comandou a MCRN Barkeith como parte de uma frota desonesta da MCRN, auxiliando a Marinha Livre na captura do Anel do Sol. Mais tarde, ele foi morto na Barkeith transitando pelo portão do sistema Laconia por uma anomalia desconhecida.[1]

## Traduções pelo mundo
O livro não foi publicado no Brasil
- Alemão: Nemesis-Spiele (2016)[13]
- Hungaro: Nemezis játékai (2016)
- Italiano: Nemesis Games - L'esodo (2016)
- Checo: Hry Nemesis (2017)
- Servo-Croata: Nemezine Igre (2017)
- Russo: Игры Немезиды (2018)
- Francês: Les Jeux de Némésis (2018)
- Bulgaro: Игрите на Немезида (2018)
- Polonês: Gry Nemezis (2019)
- Croata: Nemezine Igre (2019)
- Espanhol: Los Juegos de Némesis (2020)

## Série

### Romances
| Número | Título                  | Páginas | Áudio   | Data da Publicação Original | ISBN              |
| ------ | ----------------------- | ------- | ------- | --------------------------- | ----------------- |
| 1      | Leviatã Desperta        | 592     | 20h 56m | 15/06/2011                  | 978-0-316-12908-4 |
| 2      | A Guerra de Caliban     | 595     | 21h     | 25/06/2012                  | 978-0-316-12906-0 |
| 3      | Os Portões de Abadom    | 539     | 19h 42m | 04/06/2013                  | 978-0-316-12907-7 |
| 4      | O Incêndio de Cibola    | 583     | 20h 7m  | 17/06/2014                  | 978-0-316-21762-0 |
| 5      | Ardil de Nemesis        | 544     | 16h 44m | 02/06/2015                  | 978-0-316-21758-3 |
| 6      | Cinzas da Babilônia     | 608     | 19h 58m | 06/12/2016                  | 978-0-316-33474-7 |
| 7      | Desenredo de Persépolis | 560     | 20h 34m | 05/12/2017                  | 978-0-316-33283-5 |
| 8      | Ira de Tiamate          | 544     | 19h 8m  | 26/03/2019                  | 978-0-316-33286-6 |
| 9      | Leviatã Adormece        | 528     | 19h 40m | 30/11/2021                  | 978-0-316-33291-0 |